# Barranc de la Viella
El Barranc de la Viella, o de les Vielles, és un barranc dels termes municipals actuals d'Abella de la Conca i d'Isona i Conca Dellà, en aquest darrer cas de l'antic terme de Sant Romà d'Abella, tots a la comarca del Pallars Jussà.
Es forma a l'oest de la Casa Vella de Borrell, i al nord-oest de Cal Borrell, per la unió del barranc de Monteguida, que prové del nord-est, i del barranc de Gassó, que procedeix del nord. Des d'aquest lloc davalla cap al sud, primer; després, trenca cap a ponent, i, finalment, cap al sud-oest, en el seu tram final. Constitueix tot un territori anomenat les Vielles, o la Viella, a la qual partida pertany. Va a abocar-se en el Riu d'Abella al nord-oest del barri de les Masies de Sant Romà, del poble de Sant Romà d'Abella. Durant el seu recorregut travessa les partides de les Collades i de les Vielles.

## Etimologia
Es tracta d'un topònim romànic descriptiu, modern. Pren el nom de la partida de la Viella, on es forma el barranc, i que travessa de nord-est a sud-oest.